# PMPO
PMPO is een maatstaf voor het uitgangsvermogen van een audioversterker of de belastbaarheid van een luidspreker. De afkorting staat voor peak music power output of peak momentary power output. De term PMPO wordt aangetroffen in de specificaties van audioproducten en als verkoopargument gehanteerd.

## Subjectieve waarde
PMPO is een subjectieve maatstaf. Het opgegeven vermogen gaat uit van een versterker die onder ideale omstandigheden gedurende enkele milliseconden een bepaald vermogen kan leveren. Bij een luidspreker gaat het onder dezelfde omstandigheden om de maximumbelasting, die hij verdraagt. Dit zijn geen kwaliteitscriteria. Verder is er geen standaard rekenmethode om PMPO te berekenen; elke fabrikant gebruikt zijn eigen (en vaak zo gunstig mogelijke) rekenmethode. PMPO is dan ook weinig meer dan een marketingtruc om een product te kunnen verkopen aan mensen, die waarde hechten aan zo veel mogelijk watt.
Over het algemeen kan men ook stellen de: pre mortem power output, het maximaal te leveren vermogen voordat het onderdeel overlijdt.

## PMPO versus RMS
Een bruikbaardere maatstaf voor het uitgangsvermogen van een versterker of de belastbaarheid van een luidspreker is de effectieve waarde ofwel RMS. Er is geen methode om PMPO om te rekenen naar RMS. Gemiddeld overstijgt het opgegeven PMPO-vermogen het RMS-vermogen met een factor tien tot twintig.